# Перепис населення Латвії (1959)
Пере́пис насе́лення Ла́твії (1959) — перший загальний перепис населення у Латвійській РСР, проведений у рамках Всерадянського перепису 1959 року. Згідно з переписом, у Латвії проживало 2 093 458 осіб; з них 1 297 881 особа (62,00 %) були латишами.

## Національний склад
За переписом 1959 року в Латвії було понад 90 національностей. Більше половини населення становили латиші (62,00 %), але їх чисельність зменшилася порівняно з переписом 1935 року. Найбільшою національною меншиною були росіяни (26,58 %), кількість яких зросла вдвічі внаслідок радянської окупації Латвії (1944) та проведення радянською владою політики москвинізації. Іншими чисельними національними меншинами, що історично проживали на латвійських землях, були білоруси (2,94 %), поляки (2,86 %), литовці (1,55 %). Частка українців порівняно з 1935 роком зросла — 1,41 %. Внаслідок Другої світової війни та радянського панування різко скоротилася питома вага традиційних меншин — євреїв (1,75 %) та німців (0,08 %).
| Національність  | Осіб      | %     | · Латиші (62.00%) Росіяни (26.58%) Білоруси (2.94%) Поляки (2.86%) Євреї (1.75%) Литовці (1.55%) Українці (1.41%) Естонці (0.22%) Німці (0.08%) |
| Латиші          | 1 297 881 | 62.00 | · Латиші (62.00%) Росіяни (26.58%) Білоруси (2.94%) Поляки (2.86%) Євреї (1.75%) Литовці (1.55%) Українці (1.41%) Естонці (0.22%) Німці (0.08%) |
| Росіяни         | 556 448   | 26.58 | · Латиші (62.00%) Росіяни (26.58%) Білоруси (2.94%) Поляки (2.86%) Євреї (1.75%) Литовці (1.55%) Українці (1.41%) Естонці (0.22%) Німці (0.08%) |
| Білоруси        | 61 587    | 2.94  | · Латиші (62.00%) Росіяни (26.58%) Білоруси (2.94%) Поляки (2.86%) Євреї (1.75%) Литовці (1.55%) Українці (1.41%) Естонці (0.22%) Німці (0.08%) |
| Поляки          | 59 774    | 2.86  | · Латиші (62.00%) Росіяни (26.58%) Білоруси (2.94%) Поляки (2.86%) Євреї (1.75%) Литовці (1.55%) Українці (1.41%) Естонці (0.22%) Німці (0.08%) |
| Євреї           | 36 592    | 1.75  | · Латиші (62.00%) Росіяни (26.58%) Білоруси (2.94%) Поляки (2.86%) Євреї (1.75%) Литовці (1.55%) Українці (1.41%) Естонці (0.22%) Німці (0.08%) |
| Литовці         | 32 383    | 1.55  | · Латиші (62.00%) Росіяни (26.58%) Білоруси (2.94%) Поляки (2.86%) Євреї (1.75%) Литовці (1.55%) Українці (1.41%) Естонці (0.22%) Німці (0.08%) |
| Українці        | 29 440    | 1.41  | · Латиші (62.00%) Росіяни (26.58%) Білоруси (2.94%) Поляки (2.86%) Євреї (1.75%) Литовці (1.55%) Українці (1.41%) Естонці (0.22%) Німці (0.08%) |
| Естонці         | 4610      | 0.22  | · Латиші (62.00%) Росіяни (26.58%) Білоруси (2.94%) Поляки (2.86%) Євреї (1.75%) Литовці (1.55%) Українці (1.41%) Естонці (0.22%) Німці (0.08%) |
| Цигани          | 4301      | 0.21  | · Латиші (62.00%) Росіяни (26.58%) Білоруси (2.94%) Поляки (2.86%) Євреї (1.75%) Литовці (1.55%) Українці (1.41%) Естонці (0.22%) Німці (0.08%) |
| Татари          | 1811      | 0.09  | · Латиші (62.00%) Росіяни (26.58%) Білоруси (2.94%) Поляки (2.86%) Євреї (1.75%) Литовці (1.55%) Українці (1.41%) Естонці (0.22%) Німці (0.08%) |
| Німці           | 1609      | 0.08  | · Латиші (62.00%) Росіяни (26.58%) Білоруси (2.94%) Поляки (2.86%) Євреї (1.75%) Литовці (1.55%) Українці (1.41%) Естонці (0.22%) Німці (0.08%) |
| Вірмени         | 1060      | 0.05  | · Латиші (62.00%) Росіяни (26.58%) Білоруси (2.94%) Поляки (2.86%) Євреї (1.75%) Литовці (1.55%) Українці (1.41%) Естонці (0.22%) Німці (0.08%) |
| Узбеки          | 776       | 0.04  | · Латиші (62.00%) Росіяни (26.58%) Білоруси (2.94%) Поляки (2.86%) Євреї (1.75%) Литовці (1.55%) Українці (1.41%) Естонці (0.22%) Німці (0.08%) |
| Грузини         | 458       | 0.0   | · Латиші (62.00%) Росіяни (26.58%) Білоруси (2.94%) Поляки (2.86%) Євреї (1.75%) Литовці (1.55%) Українці (1.41%) Естонці (0.22%) Німці (0.08%) |
| Фіни            | 441       | 0.02  | |
| Чуваші          | 432       | 0.02  | |
| Мордва          | 426       | 0.02  | |
| Карели          | 336       | 0.02  | |
| Азербайджанці   | 336       | 0.02  | |
| Молдовани       | 228       | 0.01  | |
| Осетини         | 191       | 0.01  | |
| Ліви            | 185       | 0.01  | |
| Греки           | 175       | 0.01  | |
| Казахи          | 143       | 0.01  | |
| Марійці         | 138       | 0.01  | |
| Комі            | 114       | 0.01  | |
| Башкири         | 115       | 0.01  | |
| Удмурти         | 95        | 0.00  | |
| Чехи            | 93        | 0.00  | |
| Таджики         | 88        | 0.00  | |
| Болгари         | 85        | 0.00  | |
| Угорці          | 68        | 0.00  | |
| Туркмени        | 67        | 0.00  | |
| Чеченці         | 53        | 0.00  | |
| Корейці         | 49        | 0.00  | |
| Киргизи         | 44        | 0.00  | |
| Лезгини         | 36        | 0.00  | |
| Буряти          | 33        | 0.00  | |
| Італійці        | 33        | 0.00  | |
| Караїми         | 30        | 0.00  | |
| Іспанці         | 28        | 0.00  | |
| Французи        | 28        | 0.00  | |
| Кримські татари | 25        | 0.00  | |
| Словаки         | 24        | 0.00  | |
| Кабардинці      | 22        | 0.00  | |
| Ассирійці       | 22        | 0.00  | |
| Румуни          | 22        | 0.00  | |
| Аварці          | 20        | 0.00  | |
| Якути           | 20        | 0.00  | |
| Югослави        | 19        | 0.00  | |
| Турки           | 18        | 0.00  | |
| Черкеси         | 17        | 0.00  | |
| Вепси           | 17        | 0.00  | |
| Балкарці        | 15        | 0.00  | |
| Японці          | 15        | 0.00  | |
| Лакці           | 14        | 0.00  | |
| Китайці         | 13        | 0.00  | |
| Адигейці        | 12        | 0.00  | |
| Тати            | 12        | 0.00  | |
| Уйгури          | 12        | 0.00  | |
| Абхази          | 11        | 0.00  | |
| Калмики         | 11        | 0.00  | |
| Інгуші          | 10        | 0.00  | |
| Алтайці         | 10        | 0.00  | |
| Іранці[які?]    | 10        | 0.00  | |
| Британці        | 8         | 0.00  | |
| Даргинці        | 7         | 0.00  | |
| Монголи         | 6         | 0.00  | |
| Ногайці         | 5         | 0.00  | |
| Комі-перм'яки   | 4         | 0.00  | |
| Карачаївці      | 4         | 0.00  | |
| Хакаси          | 4         | 0.00  | |
| Албанці         | 4         | 0.00  | |
| Курди           | 4         | 0.00  | |
| Кримчаки        | 3         | 0.00  | |
| Ханти           | 3         | 0.00  | |
| Агули           | 2         | 0.00  | |
| Кумики          | 2         | 0.00  | |
| Коряки          | 2         | 0.00  | |
| Каракалпаки     | 1         | 0.00  | |
| Ненці           | 1         | 0.00  | |
| Саами           | 1         | 0.00  | |
| Удегейці        | 1         | 0.00  | |
| Чукчі           | 1         | 0.00  | |
| Тувинці         | 1         | 0.00  | |
| Іжора           | 1         | 0.00  | |
| Кризи           | 1         | 0.00  | |
| Талиші          | 1         | 0.00  | |
| Шорці           | 1         | 0.00  | |
| Араби           | 1         | 0.00  | |
| Белуджі         | 1         | 0.00  | |
| Інші            | 130       | 0.01  | |
| Не вказали      | 83        | 0.00  | |
| Загалом         | 2 093 458 | 100   | |